# معركة المياه البيضاء
معركة المياة البيضاء أو أوجة بردة (بالألبانية :Ujë bardha)، و(بالإنجليزية: Albulena)‏ وقعت في 2 سبتمبر 1457م /12 شوال 861 هـ بين القوات الألبانية (عصبة ليجه) التي يقودها إسكندر بك وجيش الدولة العثمانية تحت قيادة إسحاق بك وحمزة كاستريوتي ابن أخ إسكندر بك، وانتهت المعركة بانتصار القوات الألبانية وأسر حمزة كاستريوتي.

## الخلفية
إسكندر بك حاكم ألبانيا كان قد خدم لعدة سنوات في الجيش العثماني، كجندي وقائد، قبل أن يعود إلى وطنه مع حمزة كاستريوتي ابن أخيه ويبدءا انتفاضة ضد الإمبراطورية العثمانية في 1444. ولكن هرب حمزة كاستريوتي إلى السلطان التركي محمد الثاني في 1457 وعاد إلى الإسلام.

## المعركة
بحلول نهاية مايو 1457، شوهد جيش عثماني كبير يقترب من ألبانيا. أرسل إسكندر بك رسالة إلى كاليستوس يبلغه فيها بالوصول العثماني والحاجة الماسة إلى المساعدات العسكرية. ورد البابا بوعد بإرسال أسطول إلى ألبانيا - رغم أن العدو كان على الأرض - لكنه لم يصل. وهكذا ترك إسكندر بك لمحاربة الجيش العثماني القادم وحده. كان محمد الثاني قد وضع إسحاق بك إيفرينوز وحمزة كاستريوتي في قيادة القوة. كان إسحاق بك قائدًا متمرسًا وسحق تمرد جون كاستريوتي (إسكندر بك) في عام 1430 وقاد الهجوم العثماني المضاد في حصار بيرات. جلب حمزة معه العديد من النبلاء الألبانيين الساخطين وذوي المعرفة الشخصية للتكتيكات التي يتوقعونها من سكانديربيرج. في المجموع، عدد القوات العثمانية ما بين 50,000 و80000 من الرجال. عادة ما كان يقود السلطان نفسه جيوش بهذا الحجم حتى انتشرت الشائعات بأن محمد الثاني كان يقود الحملة. في المقابل، كان لدى إسكندر بك ما بين 8000 و10000 رجل بالمواجهة.
قد اعتمد إسكندر بك خطة وهي جذب الجيش العثماني لمنطقة غابات وجبال وأوهمهم أنه هرب وظل مختفياً لفترة ثم عاد بجيشه وهجم على جيش العثمانيين فجأة وقد كانوا غير مستعدين للهجوم أصاب العثمانيين الهلع وظنوا أن إسكندر بك أتى بالتعزيزات وأن جيشه كبير حاول حمزة كاستريوتي إعادة تنظيم وترتيب جيشه لكن بدون فائدة تم أسره واستطاع اسحاق بك الانسحاب سالما.

## ما بعد المعركة
كانت معركة المياه البيضاء مهمة للمقاومة بالتمرد الالباني ضد الدولة العثمانية.
تم إرسال حمزة كسجين إلى نابولي بمملكة ألفونسو بعد القبض عليه. تم إرسال مبعوث عثماني للفدية للإفراج عن النبلاء وأربعين من السجناء المتميزين. حاول المبعوث أيضًا تسوية الهدنة بين محمد وإسكندر بك، لكن الأخير أجاب أنه لن يقبل إلا إذا تمت استعادة سفيتغراد وبيرات، اللذين فقدا في عام 1448 و1450 على التوالي، إلى ولايته. عندما رأى أن محمد لن يقبل مثل هذه الشروط، عزز إسكندر بك حامياته في المنطقة المحيطة بسفتيجراد. النصر لا يزال يمنح ألبانيا وإيطاليا الوقت؛ في عام 1460، وقع محمد وإسكندر بك هدنة استمرت ثلاث سنوات.